# Neslovice
Neslovice är en ort i Tjeckien.   Den ligger i regionen Södra Mähren, i den sydöstra delen av landet, 180 km sydost om huvudstaden Prag. Neslovice ligger 338 meter över havet och antalet invånare är 832.
Terrängen runt Neslovice är platt norrut, men söderut är den kuperad. Terrängen runt Neslovice sluttar söderut. Runt Neslovice är det ganska tätbefolkat, med 120 invånare per kvadratkilometer. Närmaste större samhälle är Brno, 17,0 km öster om Neslovice. Trakten runt Neslovice består till största delen av jordbruksmark.